# جین چرا
جین چرا (انگلیسی: Jean Chera؛ زادهٔ ۱۲ مهٔ ۱۹۹۵) بازیکن فوتبال اهل برزیل است.
از باشگاه‌هایی که در آن بازی کرده‌است می‌توان به باشگاه ورزشی یونیورسیتاتئا کرایووا و باشگاه فوتبال سانتوس اشاره کرد.